# David Tholen
| Odkryte planetoidy: 72 | Odkryte planetoidy: 72 |
| ---------------------- | ---------------------- |
| (3124) Kansas          | 3 listopada 1981       |
| (11606) Almary         | 19 października 1995   |
| (17045) Markert        | 22 marca 1999          |
| (24978) 1998 HJ151     | 28 kwietnia 1998       |
| (27002) 1998 DV9       | 23 lutego 1998         |
| (49036) Pelion         | 21 sierpnia 1998       |
| (72912) 2001 OA84      | 18 lipca 2001          |
| (96744) 1999 OW3       | 18 lipca 1999          |
| (97725) 2000 GB147     | 2 kwietnia 2000        |
| (99942) Apophis        | 19 czerwca 2004        |
| (101818) 1999 JD13     | 14 maja 1999           |
| (103501) 2000 AT245    | 8 stycznia             |
| (124198) 2001 OH77     | 18 lipca 2001          |
| (137911) 2000 AB246    | 8 stycznia 2000        |
| (139478) 2001 OP104    | 19 lipca 2001          |
| (141498) 2002 EZ16     | 8 marca 2002           |
| (160848) 2001 BN82     | 19 stycznia 2001       |
| (164294) 2004 XZ130    | 13 grudnia 2004        |
| (164405) 2005 UK504    | 24 października 2005   |
| (164406) 2005 UV504    | 24 października 2005   |
| (168613) 2000 AA246    | 7 stycznia 2000        |
| (168828) 2000 SY320    | 29 września 2000       |
| (190208) 2006 AQ       | 2 stycznia 2006        |
| (198968) 2005 UF506    | 24 października 2005   |
| (198971) 2005 UU512    | 10 października 2005   |
| (202420) 2005 UO506    | 24 października 2005   |
| (209923) 2005 UX504    | 24 października 2005   |
| (218017) 2001 XV266    | 9 grudnia 2001         |
| (229495) 2005 UG508    | 24 października 2005   |
| (231134) 2005 TU45     | 5 października 2005    |
| (231199) 2005 UO505    | 24 października 2005   |
| (231200) 2005 UZ505    | 24 października 2005   |
| (233166) 2005 UF508    | 24 października 2005   |
| (238850) 2005 UL530    | 24 października 2005   |
| (240790) 2005 UH505    | 24 października 2005   |
| (248508) 2005 UY504    | 24 października 2005   |
| (250706) 2005 RR6      | 4 września 2005        |
| (265742) 2005 UG510    | 24 października 2005   |
| (268427) 2005 UJ506    | 24 października 2005   |
| (276891) 2004 RH340    | 15 września 2004       |
| (277451) 2005 UT504    | 24 października 2005   |
| (280491) 2004 MO7      | 16 czerwca 2004        |
| (280742) 2005 LY42     | 8 czerwca 2005         |
| (281070) 2006 OY10     | 21 lipca 2006          |
| (284133) 2005 UP504    | 24 października 2005   |
| (290759) 2005 UR505    | 24 października 2005   |
| (303930) 2005 UZ503    | 24 października 2005   |
| (306798) 2001 OW94     | 20 lipca 2001          |
| (309203) 2007 GG       | 7 kwietnia 2007        |
| (326354) 2000 SJ344    | 30 września 2000       |
| (327398) 2005 UL505    | 24 października 2005   |
| (357129) 2001 XU266    | 9 grudnia 2001         |
| (363071) 2000 GD147    | 3 kwietnia 2000        |
| (363831) 2005 PY16     | 1 sierpnia 2005        |
| (383165) 2005 VJ5      | 7 listopada 2005       |
| (396816) 2004 QU28     | 17 sierpnia 2004       |
| (405762) 2005 YO180    | 29 grudnia 2005        |
| (437908) 2001 XW266    | 9 grudnia 2001         |
| (440680) 2005 YW36     | 23 grudnia 2005        |
| (455951) 2005 UQ504    | 24 października 2005   |
| (474212) 2000 SH344    | 29 września 2000       |
| (480852) 2000 WK192    | 24 listopada 2000      |
| (481027) 2004 XN44     | 13 grudnia 2004        |
| (503858) 1998 HQ151    | 28 kwietnia 1998       |
| (541132) Leleākūhonua  | 13 października 2015   |
| (541152) 2017 EU9      | 24 października 2005   |
| (606209) 2017 QO109    | 11 stycznia 2014       |
| (610849) 2006 HA151    | 30 kwietnia 2006       |
| (612802) 2004 QQ26     | 17 sierpnia 2004       |
| (613234) 2005 VP118    | 1 listopada 2005       |
| (614688) 2011 KN36     | 30 maja 2011           |
| (617702) 2005 UB542    | 3 października 2014    |
| 1. 2. 3. 4. 5. 6. 7.   |                        |

David J. Tholen (ur. 1955) – amerykański astronom działający przy Instytucie Astronomii Uniwersytetu Hawajskiego. Specjalizuje się w badaniach obiektów Układu Słonecznego: planetoid, komet, Plutona oraz księżyców planet. W 1984 uzyskał doktorat z planetologii na Uniwersytecie Arizony. Jest twórcą systemu klasyfikacji spektralnej planetoid.
W latach 1981–2014 odkrył 72 ponumerowane planetoidy (54 samodzielnie oraz 18 wspólnie z innymi astronomami). Do najważniejszych jego odkryć należą planetoidy z grupy Atiry: (164294) 2004 XZ130 i zgubiona 1998 DK36. Jest też współodkrywcą asteroidy z grupy Atena (99942) Apophis, znanej wcześniej jako 2004 MN4 (asteroida ta zbliży się znacznie do Ziemi 13 kwietnia 2029 roku i będzie krótko widoczna jako obiekt trzeciej wielkości gwiazdowej). Tholen wraz ze Scottem Sheppardem odkrył dwie komety: C/2015 T5 (Sheppard-Tholen) i P/2021 R9 (Sheppard-Tholen).
David Tholen otrzymał H. C. Urey Prize w 1990 roku.
W uznaniu jego pracy jedną z planetoid nazwano (3255) Tholen.